# Felix Mendelssohn
Jakob Ludwig Felix Mendelssohn Bartholdy (Felix Mendelssohn) (født 3. februar 1809 i Hamborg, død 4. november 1847 i Leipzig) var en tysk komponist, pianist, organist og dirigent fra den tidlige romantiske periode.
Felix Mendelssohn tilhørte en jødisk familie. Hans farfar var filosoffen Moses Mendelssohn. Senere blev han døbt i den luthersk-evangeliske kirke. Han gjorde sig tidligt bemærket som et musikalsk talent, men hans forældre var påpasselige med ikke at drage økonomisk fordel heraf.
Efter at have fået succes i Tyskland, hvor han bl.a. havde genoplivet interessen for Johann Sebastian Bachs værker, foretog han en rejse i Europa. Han blev især i Storbritannien anerkendt som komponist, dirigent og solist, og hans ti rejser dertil er en vigtig del af hans karriere. Han adskilte sig fra samtidige komponister som Franz Liszt, Richard Wagner og Hector Berlioz med sit konservative syn på musik. Leipzig Konservatorium (i dag Hochschule für Musik und Theater "Felix Mendelssohn Bartholdy" Leipzig), som han grundlagde, blev en bastion for hans anti-radikale meningsfæller.
Mendelssohn skrev symfonier, koncerter, oratorier, klaver- og kammermusik. Til de mest spillede værker hører Bryllupsmarchen fra En Skærsommernatsdrøm, Den italienske Symfoni, Den skotske Symfoni, ouverturen Hebriderne, violinkoncerten og strygeoktetten. Efter skiftende musiksmag og antisemitismen i det sene 19. og tidlige 20. århundrede er hans kreativitet revurderet og anerkendt. Han hører nu til  romantikkens populæreste komponister.

## Biografi

### Barndom
Felix Mendelssohn blev født den 3. februar 1809 i Hamburg. Hans far, Abraham Mendelssohn, var bankmand og søn af den tyske jødiske filosof Moses Mendelssohn. Hans mor var Lea Salomon, der tilhørte Itzig-familien og var søster til den preussiske diplomat Jakob Salomon Bartholdy. Mendelssohn var det andet barn af fire; hans storesøster Fanny viste også et tidligt udviklet musikalsk talent.
Da familiens bank, Bankhaus Mendelssohn, havde gjort sig skyldig i overtrædelse af Napoleons forbud mod handel med Storbritannien, flygtede familien i 1811 til Berlin af frygt for franskmændenes repressalier. Abraham og Lea Mendelssohn bestræbte sig på at give deres børn Fanny, Felix, Paul og Rebecka den bedste uddannelse. Fanny blev en berømt pianist og komponist; oprindeligt troede Abraham, at hun var mere musikalsk begavet end Felix. Hverken Abraham eller Felix anså det dog for passende, at en kvinde fik en musikalsk karriere, så Fanny måtte nøjes med at være amatørmusiker. Abraham var også tilbageholdende med at lade Felix påbegynde en musikalsk karriere, før det stod helt klart, at han ville vie sit liv til musikken.
Mendelssohn voksede op i et intellektuelt miljø. Hans forældre holdt saloner i hjemmet i Berlin med mange kunstnere, musikere og videnskabsfolk som gæster som Wilhelm og Alexander von Humboldt og matematikeren Gustav Dirichlet (der blev gift med Mendelssohns lillesøster Rebecka). Det blev sagt, at ”hele Europa kom ind i deres stue.”

### Efternavn
Abraham Mendelssohn opgav sin jødiske tro, og han og hustruen besluttede, at de ikke ville få deres søn Felix omskåret, som det var jødisk skik. I begyndelsen blev Felix og hans søskende opdraget uden religion, og i 1816 blev de døbt i den evangelisk-lutherske kirke. Nu fik Felix navnene Jakob Ludwig. Abraham og hans hustru blev døbt i 1822 og antog efternavnet Mendelssohn Bartholdy (som de havde benyttet siden 1812). Det kom deres børn også til at hedde. Navnet Bartholdy blev tilføjet på opfordring fra Leas bror Jakob Salomon Bartholdy, der havde arvet en ejendom med dette navn i Luisenstadt og brugt det som en del af sit efternavn. Abraham forklarede sin beslutning som en måde at bryde med sin far Moses' traditioner: ”Lige så lidt som der kan være en jødisk Konfutse, kan der være en jødisk Mendelssohn.” Felix tøvede med at bruge sit nye efternavn, men af hensyn til sin far underskrev han sine breve med ”Mendelssohn Bartholdy” og brugte også denne form på sine visitkort. I 1829 skrev hans søster Fanny i et brev: ”Bartholdy […] dette navn, som vi alle sammen afskyr.”

### Karriere

#### Musikalsk uddannelse
Mendelssohn blev regnet for et vidunderbarn som Wolfgang Amadeus Mozart. Seks år gammel begyndte hans mor at undervise ham i klaver, og syv år gammel blev han undervist af Marie Bigot i Paris. Da familien var flyttet til Berlin, fik alle fire børn klavertimer hos Ludwig Berger, der havde studeret hos Muzio Clementi. Fra og med maj 1819 studerede Felix og hans søster Fanny kontrapunkt og komposition hos Carl Friedrich Zelter i Berlin. Zelter øvede stor indflydelse på Felix’ karriere. Det er meget sandsynligt, at Zelter var blevet anbefalet af Felix' tante Sarah Levy, der var elev af Wilhelm Friedemann Bach og velgører for Carl Philipp Emanuel Bach. Sarah Levy var en dygtig klaverspiller og spillede ofte sammen med Zelters orkester på Sing-Akademie zu Berlin, som hun og familien Mendelssohn var protektor for. Sarah havde samlet en væsentlig del af Bach-familiens manuskripter, som hun havde foræret til sangakademiet; Zelter, der havde en konservativ musiksmag, var også ynder af Bachs musik. Det har utvivlsomt påvirket Felix Mendelssohns egen musiksmag. Hans værker viser inspiration fra barokken og den tidlige klassiske æra. Harmonikken og den kontrapunktiske struktur i hans fugaer og korværker minder om Johann Sebastian Bachs, hvem Mendelssohn var dybt inspireret af.

#### Tidlig modenhed
Mendelssohn optrådte muligvis første gang offentligt som niårig, da han akkompagnerede en duet for valdhorn ved en kammermusikkoncert. I en tidlig alder komponerede han allerede flittigt. Som ung blev hans værker ofte spillet i hjemmet af et privat orkester for familiens venner af Berlins intellektuelle. Da han var mellem 12 og 14 år gammel, komponerede han 12 strygesymfonier til disse lejligheder. De var overset i mere end et århundrede, men er nu indspillet og opføres af og til. Han komponerede sit første udgivne værk, en klaverkvartet, da han var 13 år. Måske var det hans far, der sørgede for, at kvartetten blev udgivet på Adolf Martin Schlesingers forlag. I 1824, da Mendelssohn var 15 år, komponerede han sin første symfoni for symfoniorkester (opus 11 i c-mol).
16 år gammel komponerede Mendelssohn en strygeoktet i Es-dur, det første værk, der viste hans genis fulde styrke. Af hans tidligste værker er oktetten og hans ouverture til Shakespeares drama En Skærsommernatsdrøm de kendteste. I 1842, komponerede han også musik til dramaet, herunder den berømte Bryllupsmarch. Ouverturen er muligvis det tidligste eksempel på en koncertouverture, dvs. en ouverture, der ikke er ment som indledning til et større værk (f.eks. en opera), men som en musikalsk fortolkning af et litterært værk. Den genre fik stor popularitet i Romantikken.
I 1824 studerede Mendelssohn hos komponisten og klavervirtuosen Ignaz Moscheles, som i sine dagbøger indrømmede, at der ikke var meget, han kunne lære ham. Moscheles blev en nær kollega og livslang ven. I 1827 uropførtes Mendelssohns opera Die Hochzeit des Camacho. Den blev en fiasko, og den blev ikke opført i Mendelssohns levetid. Fiaskoen afholdt ham fra et forsøge sig med operagenren igen.
Ved siden af musikken indbefattede Mendelssohns uddannelse kunst, litteratur, sprog og filosofi. Han udviste særlig interesse for klassisk litteratur og oversatte Terents’ værk Andria til sin lærer Heyse i 1825. Heyse blev imponeret og fik udgivet oversættelsen i 1826 som et værk af ”hans elev, F****” (dvs. Felix; originalteksten har asterisker). Takket være oversættelsen fik Mendelssohn lov til at studere ved Humboldt-Universität zu Berlin, hvor han fra 1826 til 1829 overværede Georg Wilhelm Friedrich Hegels forelæsninger om æstetik, Eduard Gans' om historie og Carl Ritters om geografi.

#### Goethe og Bach
I 1821 præsenterede Zelter Mendelssohn for sin ven, den aldrende Johann Wolfgang von Goethe, der var dybt imponeret af den unge Mendelssohn. Under en samtale med Zelter sammenlignede Goethe Mendelssohn med Mozart:
| Citat | "Musikalske vidunderbørn … er måske ikke så sjældne længere; men denne unge herres evne til at improvisere og spille grænser nærmest til det mirakuløse, og jeg kunne ikke have troet det muligt for en, der er så ung.” “Og dog hørte du Mozart syv år gammel i Frankfurt?” spurgte Zelter. “Ja,” svarede Goethe, “… men det, som din elev allerede har opnået, har lige så lidt til fælles med den daværende Mozart, som en voksens kultiverede tale har med et barns pludren." | Citat |
|       | |       |

Mendelssohn fik senere lejlighed til at møde Goethe flere gange, og han satte musik til nogle af Goethes digte. Andre af Mendelssohns værker, der er inspireret af Goethe, er ouverturen Meeresstille und glückliche Fahrt (opus 27, 1828) og kantaten Die erste Walpurgisnacht (Den første Valborgsnat) (opus 60, 1832).
I 1829 arrangerede og dirigerede Mendelssohn Bachs Matthæuspassion i Berlin. Han blev bakket op af Zelter og assisteret af skuespilleren Eduard Devrient. Fire år tidligere havde Mendelssohns mormor, Bella Salomon, foræret ham et manuskript af værket, der  næsten var glemt. Orkesteret og koret var fra Sing-Akademie zu Berlin. Opførelsen fik stor succes og fik stor betydning for genoplivelsen af Bachs musik i Tyskland og resten af Europa. Mendelssohn, som kun var 20 år gammel, modtog stor hyldest. Ved denne lejlighed nævnte Mendelssohn sin afstamning i en udtalelse: ”Tænk, at det krævede en skuespiller og en søn af en jøde at genoplive verdens største kristne musik!”
I de følgende år foretog Mendelssohn mange rejser. I 1829 besøgte han første gang England. Han rejste også til Wien, Firenze, Milano, Rom og Napoli. Han mødtes med musikere og kunstnere, hvor end han kom. I disse rejseår blev nogle af hans berømteste værker til, heriblandt Hebriderne, Den skotske Symfoni og Den italienske Symfoni.

#### Düsseldorf
Efter Zelters død i 1832 nærede Mendelssohn håb om at efterfølge ham som dirigent ved Sing-Akademie zu Berlin. Ved en afstemning i januar 1833 tabte han dog til Carl Friedrich Rungenhagen. Resultatet kan have skyldtes Mendelssohns unge alder eller at hans jødiske afstamning. Efter nederlaget opholdt Mendelssohn sig skiftevis i Storbritannien og Düsseldorf, hvor han i 1833 fik stilling som dirigent.
I foråret 1833 dirigerede Mendelssohn Niederrheinisches Musikfest i Düsseldorf, begyndende med en opførelse af Händels oratorium Israel in Egypt. Det indledte en genoplivelse af Händels musik i Tyskland på linje med genoplivelsen af Bachs musik efter opførelsen af Matthæuspassionen. Sammen med dramatikeren Karl Immermann arbejdede Mendelssohn på at forbedre de lokale teatre, og i slutningen af 1833 debuterede han som operadirigent med Immermanns opsætning af Mozarts Don Giovanni. Publikums klager over de høje billetpriser ærgrede ham meget. Hans frustration over arbejdet i Düsseldorf og byens provinsialisme fik ham til at trække sig fra dirigentposten i slutningen af 1834.

#### Storbritannien
Mendelssohn besøgte første gang Storbritannien i 1829, hvor hans tidligere musiklærer Ignaz Moscheles, der havde bosat sig i London, introducerede ham i de toneangivende kredse. Om sommeren besøgte han Edinburgh, hvor han mødte komponisten John Thomson, som han senere anbefalede til stillingen som musikprofessor ved Edinburgh Universitet. Under sit ottende besøg i sommeren 1844 dirigerede han fem filharmonikerkoncerter i London og skrev:
| Citat | Aldrig før har der været en sæson som denne – vi gik ikke i seng før halv to, hver eneste time på dagen var spækket med aftaler tre uger i forvejen, og på to måneder nåede jeg gennem mere musik end hele resten af året. | Citat |
|       | |       |

Ved senere besøg mødte han Dronning Victoria af Storbritannien og Prins Albert, der begge beundrede hans musik.
I løbet af sine ti besøg i Storbritannien, i alt cirka 20 måneder, gjorde Mendelssohn et dybt indtryk på landets musikliv. Han både komponerede og dirigerede, og han redigerede de første kritiske udgaver af Händels oratorier og Bachs orgelværker. I Skotland blev han inspireret til to af sine kendteste værker: Ouverturen Hebriderne (også kendt som Fingal’s Cave) og Den skotske Symfoni (Symfoni Nr. 3). Mendelssohn arbejdede også tæt sammen med sin protege, den britiske komponist og pianist William Sterndale Bennett, både i London og Leipzig, hvor Bennett opholdt sig 1836-37. Mendelssohn havde første gang hørt ham spille i London i 1833, da Bennett var 17 år. Mendelssohns oratorium Elias blev uropført i Birmingham ved Triennial Music Festival den 26. august 1846. Det var oversat til engelsk af William Bartholomew, der var tekstforfatter og oversætter for Mendelssohn i hans tid i England. Under sit sidste besøg i Storbritannien i 1847 var Mendelssohn solist i Beethovens Klaverkoncert nr. 4 og dirigerede sin egen Skotske Symfoni med The Philharmonic Orchestra foran Dronning Victoria og Prins Albert.

#### Leipzig og Berlin
I 1835 blev Mendelssohn tilbudt stillingen som dirigent for Gewandhausorchester Leipzig. Han tog mod den, skønt han både var tilbudt stillingen som dirigent ved Münchens opera og som redaktør ved det prestigefulde musikalske tidsskrift Allgemeine musikalische Zeitung. Mendelssohn koncentrerede sig om at udvikle det musikalske miljø i Leipzig, hvor han arbejdede sammen med byens orkester, operahus, Thomaskirkens kor og byens øvrige kor- og musikinstitutioner. Ud over egne værker inkluderede Mendelssohns koncerter tre serier af ”historiske koncerter” og værker af samtidige komponister. Han blev overvældet af musiktilbud fra håbefulde komponister; en af dem var Richard Wagner, der sendte ham sin Symfoni i C-dur, som Mendelssohn til Wagners store fortrydelse kom til at smide væk eller forlægge. Mendelssohn genoplivede interessen for Franz Schubert. Robert Schumann opdagede manuskriptet til Schuberts Symfoni Nr. 9 og sendte det til Mendelssohn, som straks uropførte symfonien i Leipzig den 21. marts 1839, over ti år efter Schuberts død.
En vigtig begivenhed i Mendelssohns liv var uropførelsen af hans oratorium Paulus ved Niederrheinisches Musikfest i Düsseldorf i 1836 kort efter faderens død, som havde påvirket ham stærkt; Mendelssohn skrev, at han ”aldrig ville holde op med at stræbe efter hans anerkendelse […] selvom jeg ikke længere kan nyde den.” Paulus forekom mange af Mendelssohns samtidige at være hans fineste værk, og det beseglede hans omdømme i Europa.
Da Frederik Wilhelm 4. besteg den preussiske trone i 1840 med ambitioner om at gøre Berlin til kulturelt centrum (blandt andet ved at grundlægge en musikskole og reformere kirkemusikken), var det nærliggende at vælge Mendelssohn som leder af projektet. Mendelssohn tøvede dog med at påtage sig opgaven, først og fremmest på grund af sin gode stilling i Leipzig. Han tilbragte dog nogen tid i Berlin, hvor han komponerede kirkelig musik og på kongens opfordring musik til Sofokles’ Antigone (1841) og Ødipus i Kolonos (1845), Shakespeares En Skærsommernatsdrøm (1843) og Jean Racines Athalie (1845). Midlerne til musikskolen dukkede aldrig op, og hoffet brød sine løfter til Mendelssohn om finansiering, titel og koncertprogrammer. Mendelssohn rejste derfor tilbage til Leipzig.
 I 1843 grundlagde Mendelssohn sin egen musikskole – Leipzig Konservatorium, i dag Hochschule für Musik und Theater "Felix Mendelssohn Bartholdy" Leipzig – hvor han overtalte Ignaz Moscheles og Robert Schumann til at slutte sig til ham. Andre prominente musikere som Ferdinand David og Joseph Joachim, og musikteoretikeren Moritz Hauptmann blev også en del af personalet. Efter Mendelssohns død i 1847 overtog Moscheles ledelsen af konservatoriet og videreførte Mendelssohns konservative tradition.

#### Død
Mendelssohn led af dårligt helbred i de sidste år af sit liv, og overarbejde og en nervelidelse forværrede hans tilstand. Et sidste besøg i England drænede ham for kræfter. Hans søster Fannys død den 14. maj 1847 voldte ham stor sorg. Mindre end et halvt år senere, den 4. november, døde Felix Mendelssohn i Leipzig efter en række slagtilfælde. Han var 38 år. Hans farfar Moses, hans søster Fanny og begge hans forældre var død af lignende slagtilfælde. Begravelsesceremonien fandt sted i Leipzigs Paulinerkirche, og han begravedes på Friedhof I der Dreifaltigkeitsgemeinde i Berlin-Kreuzberg. Ligbærerne talte blandt andre Moscheles, Schumann og Niels W. Gade. I et brev havde Mendelssohn engang beskrevet døden som et sted, "hvor der forhåbentlig stadig findes musik, men ingen sorg eller adskillelse."

### Privatliv

#### Personlighed
Efter Mendelssohns død tegnede der sig, især i de detaljerede familieerindringer skrevet af hans nevø Sebastian Hensel, et billede af en altid ligevægtig, glad og rolig mand, men det billede var vildledende. Mendelssohn blev kaldt en ”misfornøjet polsk greve” på grund af sin uselskabelighed, og han henviste til denne betegnelse i sine breve. Mendelssohn led af pludselige raseriudbrud, der endte med kollaps. Under et sådant udbrud i 1830'erne, da hans ønsker var blevet gjort til skamme, ”tiltog hans ophidselse så frygteligt … at da familien var samlet … begyndte han at tale usammenhængende og på engelsk til stor rædsel for dem alle. Hans fars strenge stemme standsede til sidst strømmen af ord; de bar ham i seng, og tolv timers dyb søvn genoprettede hans normaltilstand.” Udbrud som disse kan have haft betydning for hans tidlige død.
Mendelssohn var en dygtig og entusiastisk blyants- og akvareltegner, en evne, som han brugte til sin egen og sine venners fornøjelse. Hans fyldige korrespondance viser, at han også kunne skrive vittigt på tysk og engelsk – og ofte forsyne sine breve med lystige skitser og tegninger.

#### Religion
Skønt Mendelssohn var overbevist kristen, først lutheraner, og efter sit ægteskab i 1837 calvinist, var han stolt af sin jødiske afstamning og sin jødiske farfar, Moses Mendelssohn. Han anbefalede forlæggeren Heinrich Brockhaus at udgive Moses' samlede værker og var den primære drivkraft i dette arbejde, som også blev støttet af Mendelssohns onkel Joseph. Mendelssohn røbede nødigt sine inderste overbevisninger hverken i breve eller samtale; hans ven Devrient skrev: ”[Hans] dybeste overbevisninger blev aldrig nævnt over for omverdenen; kun i sjældne og intime øjeblikke viste de sig, og da kun som vage og humoristiske hentydninger.” For eksempel irettesatte Mendelssohn i et brev til sin søster Rebecka hende for at klage over en ubehagelig slægtning: ”Hvad mener du med, at du ikke er fjendtlig over for jøder? Jeg håber, det var en spøg […] Det er rigtig sødt af dig, at du ikke foragter din familie, ikke?” Nogle moderne forskere har prøvet at bevise, at Mendelssohn enten var overbevist jøde eller calvinist.

#### Mendelssohn og hans samtidige
Gennem hele sit liv forholdt Mendelssohn sig afvisende over for nogle af sin samtids mere radikale musikalske nyskabelser. Generelt stod han på god – dog til tider kølig – fod med samtidige som Hector Berlioz, Franz Liszt og Giacomo Meyerbeer, men i sine breve kritiserede han deres værker; om Liszts værker skrev han, at de var ”ringere end hans spil og […] kun beregnede til virtuoser”; om Berlioz’ ouverture Les francs-juges ”orkestreringen er så mudret […] at man er nødt til at vaske sine hænder efter at have rørt ved et af hans nodeark”; og om Meyerbeers opera Robert le diable ”jeg regner den for ligegyldig”, samt at skurken i operaen, Bertram, var ”en stakkels djævel”. Da hans ven Ferdinand Hiller i en samtale sagde, hvor meget Mendelssohn lignede Meyerbeer (de var begge efterkommere af Rabbi Moses Isserlis) blev Mendelssohn så ophidset, at han øjeblikkeligt gik til frisøren for at adsprede sig.
Det er bemærkelsesværdigt, at den eneste komponist, der forblev en nær ven af Mendelssohn, Ignaz Moscheles, tilhørte en ældre generation og delte Mendelssohns konservative syn på musik. Moscheles bevarede dette syn på musik som leder af Leipzig Konservatorium til sin død i 1870.

#### Ægteskab og børn
Mendelssohn giftede sig med Cécile Charlotte Sophie Jeanrenaud (10. oktober 1817 – 25. september 1853), der var datter af en fransk, calvinistisk præst, den 28. marts 1837. Parret fik fem børn: Carl (7. februar 1838 – 23. februar 1897), Marie (2. oktober 1839 – 28. oktober 1897), Paul (1841-1880), Felix (1. maj 1843 – 16. februar 1851) og Lili (19. september 1845 – 10. oktober 1910). Deres næstyngste barn, Felix August, blev smittet med mæslinger i 1844 og fik ødelagt sit helbred; han døde i 1851. Deres ældste, Carl Mendelssohn Bartholdy, blev en anerkendt historiker og professor i historie i Freiburg. Paul Mendelssohn Bartholdy blev en dygtig kemiker og bidro til fremstillingen af anilinfarvestoffer. Marie giftede sig med Victor Benecke og flyttede til London. Lili giftede sig med Adolph Wach, der blev juraprofessor ved Leipzig Universitet. Blandt familiedokumenterne, som Maries og Lilis børn arvede, er der mange af Mendelssohns manuskripter, herunder de såkaldte ”Grønne Bøger” med hans korrespondance, der nu findes på Bodleian Library i Oxford.
Cécile Mendelssohn Bartholdy døde den 25. september 1853, mindre end seks år efter sin mand.

#### Jenny Lind
Mendelssohns privatliv lader til at have været meget konventionelt i forhold til hans samtidige Wagner, Berlioz og Schumann – bortset fra hans forhold til den svenske sopran Jenny Lind, som han mødte i oktober 1844. En erklæring fra Linds mand, Otto Goldschmidt, der findes i Mendelssohn Scholarship Foundations arkiv på Royal Academy of Music i London, beskriver, hvordan Mendelssohn i 1847 opfordrede Lind, der var ugift, til at flygte med ham til Amerika. Forslag om at offentliggøre dokumentet har foreløbig ikke haft nogen virkning.
Mendelssohn mødtes og arbejdede sammen med Lind mange gange, og han påbegyndte en opera, Lorelei, til hende, baseret på legenden om pigen Lorelei; operaen var ufuldendt ved hans død. Han siges at have tilføjet et højt Fis i sit oratorium Elias (”Hear Ye Israel”) med tanke på Linds stemme, selv om hun først sang denne del efter hans død ved en koncert i december 1848. I 1847 overværede Mendelssohn en opførelse i London af Meyerbeers Robert le diable – en opera som han ellers afskyede – for at høre Linds britiske debut i rollen som Alice. Musikkritikeren Henry Chorley, der var sammen med ham, skrev: ”Som jeg skriver, ser jeg det smil, med hvilket Mendelssohn, hvis glæde ved frøken Linds talent ikke kendte nogen grænse, vendte sig og så på mig, som om en byrde af bekymringer var blevet fjernet fra hans sind. Hans forbindelse med hendes geni som sangerinde var uden grænse, ligesom hans ønske om succes for hende.”
Efter Mendelssohns død skrev Lind: ”[Han var] den eneste person, der helede min ånd, og næsten lige så hurtigt, som jeg fandt ham, mistede jeg ham igen.” I 1869 fik Lind ophængt en mindeplade for Mendelssohn på hans fødested i Hamburg; i 1849 grundlagde hun Mendelssohn-legatet, der ydes hvert andet år til unge komponister med bopæl i Storbritannien til minde om Mendelssohn. Den første modtager af legatet var Arthur Sullivan i 1856; han var da 14 år gammel.

## Mendelssohn som musiker

### Komponist
Den amerikanske musikforsker Richard Taruskin pointerer, at skønt Mendelssohn komponerede værker af ekstraordinær kvalitet i en meget ung alder, så
"voksede han aldrig fra sin ungdommelige stil. […] Han forblev stilistisk konservativ […] og følte ingen trang til at gøre sig bemærket med ”revolutionære” nyskabelser. I løbet af sin korte karriere var han godt tilfreds med den musikalske status quo – det vil sige de ”klassiske” former, som de kaldtes allerede på hans tid. Hans version af romantisme, der allerede udtrykkes i hans tidligste værker, bestod i musikalsk ”billedkunst” af en ret konventionel, objektiv art (men ekskvisit udført)."
På den måde afveg Mendelssohn fra samtidige komponister som Wagner og Berlioz og tillige Chopin og Schumann. Manglen på stilistisk udvikling i Mendelssohns karriere gør det naturligt at vurdere hans værker efter genre i stedet for kompositionstidspunkt.

#### Tidlige værker
Den unge Mendelssohn var i sin barndom blevet stærkt påvirket af Bachs, Beethovens og Mozarts musik, og denne påvirkning anes i hans 12 tidlige strygesymfonier, der hovedsageligt er komponeret med henblik på koncerter i hjemmet og ikke blev udgivet eller spillet offentligt før efter hans død. Han komponerede dem mellem 1821 og 1823, da han var mellem 12 og 14 år gammel.
De første værker af Mendelssohn, der blev udgivet, var hans tre klaverkvartetter (1822-1825: opus 1 i c-mol, opus 2 i f-mol og opus 3 i h-mol); men hans evner ses især i en gruppe ungdomsværker:
- Strygeoktetten (1825)
- Ouverturen til En Skærsommernatsdrøm (1826), der fik sin fuldendte form takket være råd og vejledning fra Mendelssohns nære ven Adolf Bernhard Marx.
- De to tidlige kvartetter: Opus 12 (1829) og opus 13 (1827), der begge viser en bemærkelsesværdig håndtering af teknikkerne og idéerne fra Beethovens sidste kvartetter, som Mendelssohn havde studeret intenst.

Disse fire værker viser en intuitiv mestring af form, harmoni, kontrapunkt, klangfarve og kompositionsteknik, hvilket underbygger tesen om, at Mendelssohns tidlige modenhed oversteg Mozarts med hensyn til intellektuelt niveau.

#### Symfonier
Nummereringen af den voksne Mendelssohns symfonier svarer omtrent til udgivelsesrækkefølgen og ikke kompositionsrækkefølgen. Den faktiske kompositionsrækkefølge er: 1, 5, 4, 2, 3. Han arbejdede på sin tredje symfoni i mere end et årti, hvilket gør den vanskelig at placere i rækkefølgen; han påbegyndte skitser af den efter at have påbegyndt sin femte symfoni, men fuldendte den først efter nummer fem og fire.
Symfoni Nr. 1 i c-mol for helt orkester (ikke kun for strygere som hans foregående symfonier) blev komponeret i 1824, da Mendelssohn var 15 år. Værket er eksperimenterende og påvirket af Beethoven og Carl Maria von Weber. Mendelssohn dirigerede denne symfoni under sit første besøg i London 1829 sammen med Royal Philharmonic Societys orkester. Tredjesatsen var dog byttet ud med en orkesterversion af scherzoen fra hans oktet. Resultatet blev en succes og lagde grunden for Mendelssohns omdømme i Storbritannien.
Mellem 1829 og 1830 komponerede Mendelssohn sin Symfoni Nr. 5, kendt som Reformation. Den hyldede 300-året for Reformationen. Mendelssohn var dog utilfreds med værket og forbød udgivelse af det.
Den skotske Symfoni (Symfoni Nr. 3 i a-mol) blev komponeret i flere trin mellem 1829 (da Mendelssohn skrev åbningstemaet under et besøg i Holyrood Palace) og 1842, da den blev uropført i Leipzig – den sidste af Mendelssohns symfonier, der blev spillet offentligt. Stykket maler et romantisk billede af Skotland, men bygger ikke på kendte skotske folkemelodier.
Mendelssohns rejser til Italien inspirerede ham til Symfoni Nr. 4 i A-dur, kendt som Den Italienske. Mendelssohn var dirigent ved dens uropførelse, men han tillod ikke, at den blev trykt i hans levetid, da han løbende søgte at revidere den.
Mendelssohn komponerede Symfoni Nr. 2 i B-dur, Lobgesang (Lovsang) i anledning af 400-året for opfindelsen af trykpressen; uropførelsen fandt sted i Leipzig den 25. juni 1840.

#### Andre orkesterværker
Mendelssohn komponerede ouverturen Hebriderne (Fingal’s Cave) i 1830, inspireret af sine besøg i Skotland i slutningen af 1820’erne. Han besøgte Fingal’s Cave på øen Staffa, en af de Indre Hebrider, som en del af sin dannelsesrejse i Europa og blev så fascineret, at han nedskrev åbningstemaet på stedet.
I løbet af sin karriere komponerede han en række andre koncertouverturer. Til de i dag mest spillede hører en ouverture til Ruy Blas, der blev bestilt til en velgørenhedsopførelse af Victor Hugos drama, som Mendelssohn hadede; Meeresstille und glückliche Fahrt, inspireret af nogle af Goethes digte, samt Das Märchen von der schönen Melusine.
Musikken til En Skærsommernatsdrøm (opus 61), herunder den berømte Bryllupsmarch, blev komponeret i 1843, 17 år efter ouverturen.

#### Opera
I sin ungdom komponerede Mendelssohn nogle syngespil til familieopførelse. Hans opera Die beiden Neffen (De To Nevøer) blev prøveopført for ham på hans 15-års-fødselsdag. I 1829 blev komedien Die Heimkehr aus der Fremde (Hjemkomsten fra Det Fremmede) til i anledning af forældrenes sølvbryllup, men den blev ikke udgivet i hans levetid. I 1825 havde han komponeret et mere modent værk, Die Hochzeit des Camacho (Camachos Bryllup), der var baseret på en episode i Don Quijote. Det blev opført i Berlin 1827, men fik en kølig modtagelse. Mendelssohn forlod teatret, inden stykket var forbi, og de efterfølgende forestillinger blev aflyst.
Mendelssohn opgav aldrig idéen om at komponere en hel opera og overvejede mange emner – heriblandt det middelhøjtyske heltekvad Nibelungenlied, som Wagner senere brugte som forlæg til sin operacyklus Nibelungens Ring – men skrev aldrig mere end nogle få skitser. I Mendelssohns sidste år blev han kontaktet af operachefen Benjamin Lumley, der prøvede at overtale ham til en komponere en opera over Shakespeares drama Stormen med libretto af Eugène Scribe. Det blev dog den franske komponist Fromental Halévy, der endte med at sætte musik til librettoen. Mendelssohn efterlod sig nogle skitser til en opera over historien om Lorelei.

#### Koncerter
Violinkoncerten i e-mol, opus 64 (1844), tilegnet Ferdinand David, er blevet et af Mendelssohns populæreste værker. David, der havde arbejdet tæt sammen med Mendelssohn i løbet af koncertens tilblivelse, spillede den på sin Guarneri-violin ved premieren.
Mendelssohn komponerede også en tidlig, mindre kendt violinkoncert i d-mol (1822), fire klaverkoncerter (i a-mol, 1822; g-mol, opus 25, 1831; d-mol, opus 40, 1837; og e-mol, opus posthumt, fragment fra 1844); to koncerter for to klaverer og orkester (i E-dur, MWV O5, 15 år gammel, og As-dur, MWV O6, 17 år gammel); en dobbeltkoncert for violin og klaver (1823). Han komponerede desuden mange enkeltsatsværker for solist og orkester: for klaver Rondo Brillante (opus 29, 1834), Capriccio Brillante (opus 22, 1832) og Serenade og Allegro Giocose (opus 43, 1838). Han komponerede også to Konzertstücke, opus 113 og 114, oprindeligt for klarinet, bassethorn og klaver; siden orkestrerede han opus 113.

#### Kammermusik
Mendelssohns voksenværker tæller mange kammerværker, hvoraf flere udviser en følelsesmæssig intensitet, som mangler i nogle af hans større værker. Især hans Strygekvartet Nr. 6, den sidste af hans strygekvartetter og samtidig hans sidste større værk – komponeret efter søsteren Fannys død – er både stærk og følelsesladet. Andre modne værker indbefatter to strygekvintetter; sonater for klarinet, cello, bratsch og violin, samt to klavertrioer. Efter råd fra sin ven og komponistkollega Ferdinand Hiller omskrev Mendelssohn klaverstemmen i sin Klavertrio Nr. 1 i d-mol, så den – meget ukarakteristisk for Mendelssohn – fik en mere romantisk, Schumann-lignende stil.

#### Korværker
Mendelssohns to store bibelske oratorier, Paulus fra 1836 og Elias fra 1846, er stærkt påvirkede af Bach. Hans ufuldendte oratorium Christus består af et recitativ, kordelen ”Es wird ein Stern aus Jakob aufgehn” (4 Mos 24,17: "En stjerne træder frem fra Jakob […]") og en mandlig trio; kordelen opføres af og til.
Helt anderledes er det mere romantiske værk Die erste Walpurgisnacht (Den Første Valborgsnat) for kor og orkester, baseret på en ballade af Goethe, der beskriver druidernes hedenske ritualer i Harzens bjerge i den tidlige kristendoms dage. Det forunderlige værk er af forskeren Heinz-Klaus Metzger blevet tolket som en ”jødisk protest mod kristendommens dominans”.
Mendelssohn komponerede også mange mindre kirkelige værker for a cappella-kor og for kor og orgel. De fleste er skrevet på eller oversat til engelsk og nyder stor popularitet. Blandt de kendteste er Hear My Prayer, hvis sidste halvdel indeholder ”O for the Wings of a Dove”, som i sig selv er blevet yderst populær. Stykket er skrevet for helt kor, orgel og en drengesopran- eller sopransolist, der har mange krævende og langvarige solopassager. Stykket er derfor populært blandt kordrenge i kirker og katedraler og er ofte blevet indspillet som drengesopran-solo. Mendelssohn-biografen Todd skriver: ”Salmens popularitet i England […] gjorde den senere til genstand for anklager om overfladiskhed fra dem, der kun har hån tilovers for victorianske traditioner.”
Salmemelodien Mendelssohn – en fortolkning af en melodi fra Mendelssohns kantate Festgesang af William Hayman Cummings – er standardmelodien til Charles Wesleys julesalme Hark! The Herald Angels Sing, der er populær i engelsktalende lande.

#### Sange
Mendelssohn komponerede talrige sange, både for solostemme og duet, med klaverakkompagnement. Mange af dem er på enkel eller lettere modificeret strofisk form. Nogle, heriblandt Auf Flügeln des Gesanges (På Sangens Vinger), har opnået popularitet. Ni af Mendelssohns sange, heriblandt Auf Flügeln des Gesanges og Neue Liebe (til et digt af Heinrich Heine), blev af Franz Liszt transskriberet for soloklaver i en virtuos stil.
Nogle af Mendelssohns søster Fannys sange blev oprindeligt udgivet i broderens navn. Det skyldtes måske familiens fordomme eller Fannys beskenhed.

#### Klavermusik
Mendelssohns Lieder ohne Worte (Sange Uden Ord), otte samlinger à seks lyriske klaverværker (af hvilke to blev udgivet posthumt), er hans kendteste værker for soloklaver. Allerede på Mendelssohns tid hørte de til standardrepertoiret i salonerne, og deres overvældende popularitet har fået mange kritikere til at undervurdere deres musikalske værdi. Andre komponister, der blev inspireret til at komponere lignende værker, er Charles-Valentin Alkan (hans fem samlinger af Chants, der hver slutter med en barkarole), Anton Rubinstein, Ignaz Moscheles og Edvard Grieg.
Af Mendelssohns andre klaverværker kan fremhæves hans Variations sérieuses, opus 54 (1841), Rondo Capriccioso, Præludier og Fugaer, opus 35 (komponeret 1832-37) og Sieben Charakterstücke, opus 7 (1824-1827).

#### Orgelmusik
Mendelssohn beherskede orglet og komponerede værker for det fra 11-års-alderen til sin død. Hans vigtigste orgelværker er Tre Præludier og Fugaer, opus 37 (1837), og de Seks Sonater, opus 65 (1845), om hvilke Eric Werner skrev: ”Sammen med Bachs værker er Mendelssohns orgelsonater obligatoriske for enhver organist.”

### Solist
Mendelssohn var livet igennem en anerkendt pianist og organist. I en nekrolog om ham stod:
"Først og fremmest værdsætter vi hans klaverspil, med dets forbløffende elasticitet i berøring, hurtighed og kraft; dernæst hans metodiske og energiske orgelspil […] hans succes inden for disse instrumenter står i frisk erindring hos offentligheden."
Ved koncerter spillede Mendelssohn både sine egne værker og værker af tyske komponister som Weber, Beethoven og (på orgel) J.S. Bach.
Mendelssohn var også kendt for sine improvisationer, både ved private og offentlige koncerter. Da han efter en koncert i London af sopranen Maria Malibran blev bedt om at improvisere, skabte han et værk, der indbefattede alle melodierne til de sange, hun havde sunget. Musikforlæggeren Victor Novelle, der var til stede, bemærkede: ”Han har gjort noget, der virker umuligt for mig, selv efter jeg har hørt ham gøre det.” Ved en anden koncert i 1837, hvor Mendelssohn akkompagnerede en sanger på klaver, ignorerede Robert Schumann sopranen og skrev: ”Mendelssohn akkompagnerede som en gud.”

### Dirigent
Mendelssohn var en kendt dirigent af både egne og andres værker. Ved sin dirigentdebut i London 1829 gjorde han sig bemærket ved at bruge taktstok (der dengang var noget helt nyt). Han gjorde sig også umage med tempo, dynamik og de enkelte af orkesterets musikere – både ved at irettesætte dem, når de var genstridige, og rose dem, når de gjorde ham tilfreds. Hans succes som dirigent ved Niederrheinisches Musikfest i 1836 fik ham til at søge stillingen som dirigent i Düsseldorf. Mendelssohns evner som dirigent blev beundret af blandt andre Hector Berlioz, der i 1843, da han var i Leipzig, udvekslede taktstokke med ham. Berlioz skrev derpå: ”Når Den Store Ånd har sendt os til de evige jagtmarker, måtte vores krigere da hænge vores tomahawker side om side ved døren til rådskammeret.” I Leipzig nåede Gewandhausorchester Leipzig nye højder med Mendelssohn som dirigent; skønt han fokuserede på fortidens store komponister (der allerede dengang blev kaldt ”klassikerne”) dirigerede han også værker af Schumann, Berlioz, Gade og mange andre (deriblandt naturligvis sine egne værker). En kritiker, som dog ikke var imponeret, var Richard Wagner; han beskyldte Mendelssohn for at dirigere Beethovens symfonier i et alt for hurtigt tempo.

### Redaktør
Mendelssohns interesse for barokmusik begrænsede sig ikke kun til Bachs Matthæuspassion, som han havde genoplivet i 1829. Han brugte også store kræfter på at ordne og redigere barokværker, så de var så tæt på komponistens oprindelige tanker som muligt, hvilket ofte resulterede i et nærstudium af tidlige versioner og manuskripter. Dette bragte ham ofte på kant med forlæggerne; hans version af Händels oratorium Israel in Egypt til London Händel Society (1845) medførte eksempelvis en ofte forbitret korrespondance, hvori Mendelssohn for eksempel nægtede at tilføje dynamikker, hvor Händel ikke havde anført nogen, eller tilføje dele for basuner. Mendelssohn redigerede også en række af Bachs orgelværker og diskuterede muligheden for at lave en samlet udgave af Bachs værker med Robert Schumann.

### Underviser
Skønt Mendelssohn lagde stor vægt på musikalsk undervisning og lagde et stort arbejde i opbygningen af Leipzig Konservatorium, så brød han sig lidet om at undervise og havde kun få private elever; han underviste kun dem, han mente, havde udtalte evner eller potentiale. Blandt disse elever var komponisten William Sterndale Bennett, pianisten Camille-Marie Stamaty, violinisten og komponisten Julius Eichberg og Walther von Goethe (barnebarn af Goethe). På Leipzig Konservatorium underviste Mendelssohn hold i komposition og samspil.

## Omdømme

### Det første århundrede
Mendelssohns død vakte sorg i både Tyskland og Storbritannien. Hans konservative holdninger, der havde adskilt ham fra sine samtidige, medførte dog en vis nedladenhed blandt nogle af disse. Mendelssohn havde haft et anspændt forhold til Berlioz, Liszt m.fl. Blandt hans tilhørere havde der også været nogle, der havde sat spørgsmålstegn ved hans talent, deriblandt Heinrich Heine, der i 1836, efter at have hørt oratoriet Paulus, beskrev værket som ”karakteriseret ved en stor, stram, meget alvorlig alvor, en målrettet, nærmest påtrængende tendens til at følge klassiske forbilleder, den fineste, kløgtigste beregning, skarp intelligens og, endelig, total mangel på naivitet. Men findes der i kunsten noget originalt geni uden naivitet?”
Richard Wagner var en skarp kritiker af Mendelssohn. Tre år efter Mendelssohns død udgav Wagner den antijødiske pamflet Das Judentum in der Musik, i hvilken han skrev  om Mendelssohn:
| Citat | ”[Mendelssohn] har vist os, at en jøde kan have det største antal særlige talenter, have den fineste og mest varierede kultur, den bedste og følsomste sans for humor […] Forfængeligheden i nutidens musik er blevet skubbet til det yderste af Mendelssohns evne til at udtrykke et vagt, næsten intetsigende indhold så interessant og åndrigt som muligt.” | Citat |
|       | |       |

Dette igangsatte en bevægelse, der i løbet af et århundrede nedgraderede Mendelssohns status som komponist. Den tyske filosof Friedrich Nietzsche kaldte Mendelssohn ”et dejligt mellemspil” i tysk musik (mellem Beethoven og Wagner). I det 20. århundrede forbød naziregimet og dets Reichsmusikkammer enhver opførelse og udgivelse af Mendelssohns værker på grund af hans jødiske aner, og komponister, der var godkendt af regimet, blev endda bedt om at omskrive musikken til En skærsommernatsdrøm (en opgave, som Carl Orff påtog sig). Under nazismen ”blev Mendelssohn fremstillet som et farligt ”uheld” i musikhistorien, der gjorde det 19. århundredes tyske musik ”degenereret”.” Mendelssohn-stipendiet, givet til studerende ved Leipzig Konservatorium, blev ophævet i 1934 (og ikke genoplivet før 1963). Monumentet over Mendelssohn, der var blevet rejst i Leipzig i 1892, blev fjernet af nazisterne i 1936. I 2008 blev der opført et nyt monument.
I Storbritannien forblev Mendelssohns omdømme godt gennem det 19. århundrede. I 1847 skrev Prins Albert en libretto (på tysk) til oratoriet Elias:
| Citat | ”Til den ædle kunstner, som – omgivet af Baal-tilbedelse og falsk kunst – har været i stand til, som en anden Elias, at være tro mod den sande kunst gennem genialitet og læring.” | Citat |
|       | |       |

I 1851 udgav Sarah Sheppard, som kun var teenager, en smigrende roman med titlen Charles Auchester. I romanen fremstilles Mendelssohn som ”Chevalier Seraphael”, og den blev trykt i næsten 80 år. I 1854 foreslog dronning Victoria, at der opførtes en statue af Mendelssohn i The Crystal Palace, når det var blevet bygget om. Mendelssohns Bryllupsmarch fra En skærsommernatsdrøm blev spillet ved vielsen af dronning Victorias datter Prinsesse Victoria og Kronprins Frederik af Preussen i 1858, og stykket er stadig populært ved bryllupper. Mendelssohns kirkelige værker, især de mindre, nyder fortsat popularitet i den anglikanske kirke. Mange kritikere, deriblandt George Bernard Shaw, begyndte dog at fordømme Mendelssohns musik på grund af dens forbindelse med den victorianske kultur; Shaw bebrejdede især hans ”fløjlsbløde finhed, konventionelle sentimentalitet og foragtelige oratoriemageri.” I 1950’erne klagede forskeren Wilfrid Mellers over Mendelssohns ”tvivlsomme religiøsitet, der afspejler vores morals ubevidste hykleri.”
Et anderledes synspunkt kom fra pianisten og komponisten Ferruccio Busoni, der regnede Mendelssohn for ”en mester af ubestridelig storhed” og ”Mozarts arving”. Busoni og andre pianister som Anton Rubinstein og Alkan spillede ofte Mendelssohns klaverværker ved deres koncerter.

### Moderne synspunkter
Musikforskeren Charles Rosen både hylder og kritiserer Mendelssohn i sin bog The Romantic Generation fra 1995, hvori han kalder ham et “geni” med en “dyb” forståelse af Beethoven samt “det største vidunderbarn i den vestlige musiks historie”. Skønt Rosen mener, at Mendelssohn i sine senere år ”mistede … sin dristighed”, dog uden at miste sine øvrige evner og kvaliteter, så kalder Rosen hans sene Violinkoncert i e-mol ”den mest succesrige syntese af klassiske koncerttraditioner og romantisk virtuositet”. Rosen kalder hans Fuga i e-mol (senere føjet til Mendelssohns opus 35 for klaver) et ”mesterværk”; men i samme afsnit kalder han Mendelssohn ”opfinderen af religiøs kitsch i musik”.
Synspunkter som dette viser, hvordan der i kølvandet på Anden Verdenskrig er opstået et mere nuanceret syn på Mendelssohns værk og en række moderne biografier, der sætter hans præstationer i et nyt lys. Mercer-Taylor understreger det ironiske i, at ”denne grundlæggende revurdering af Mendelssohns musik delvist er blevet muliggjort af en generel opløsning af idéen om en musikalsk kanon”, en idé som Mendelssohn ”i egenskab af dirigent, pianist og forsker” havde arbejdet på at etablere.
Frem til 1960’erne forblev cirka 750 af Mendelssohns værker uudgivne, men de fleste af disse er nu blevet udgivet. En samlet kritisk udgave af alle Mendelssohns værker og breve er pr. 2010 under forberedelse, men forventes at tage mange år at færdiggøre og vil fylde mere end 150 bind. Alle Mendelssohns værker – heriblandt hans populæreste værker som Violinkoncert i e-mol og Den italienske Symfoni – er blevet grundigere analyseret, og den tidligere antagelse om oratoriet Elias’ victorianske konventionalitet er forladt. Hans kammerværkers ofte intense og dramatiske kvaliteter er i stigende grad blevet anerkendt. Næsten alle Mendelssohns udgivne værker er nu indspillet på cd, og hans værker spilles ofte ved koncerter og i radioen.

### Indspilninger
- BBC Radio 3 Classical Study og musiklinks Arkiveret 28. maj 2019 hos  Wayback Machine. (engelsk)

### Noder
- Frie noder af Felix Mendelssohn i International Music Score Library Project
- Frit tilgængelige noder af Felix Mendelssohn i Choral Public Domain Library (ChoralWiki)